# Yōtōden
Yōtōden (戦国奇譚妖刀伝, Sengoku kitan yōtōden) est une série d'OAV en 3 épisodes réalisée par Osamu Yamazaki et sortie entre 1987 et 1988 au Japon. Il s'agit d'une fiction historique des conflits de la période Sengoku, mêlant ninjas et forces occultes. Une réédition sous forme de film d'animation, Wrath of the Ninja: The Yotoden Movie, est sortie en 1989 pour les régions anglophones. Pour son action, ce film de ninja a été comparé à Ninja Scroll. Cette série fût aussi adapté en un manga publié dans le magazine Newtype. Yōtōden est la première œuvre des studios J. C. Staff.

## Synopsis
En 1580 au Japon, pendant la période Sengoku, le seigneur de guerre Oda Nobunaga mets le Japon à feu et à sang pour devenir le maître absolu.
Les trois clans ninja, Kasumi, Hyuga et Hagakure, connus sous le nom de Shadow Warriors sont attaqués par les forces de Nobunaga. Seuls Ayame, Sakon et Ryoma, réchappent à la destruction de leur villages respectifs et se s’unissent contre Nobunaga. Ils ont en commun de posséder chacun une arme sacrée, transmise de génération en génération, et qui doit mette fin au mal selon la légende. Nobunaga, qui a fait pacte avec les forces occultes et qui contrôle les 7 ninja Oboro, les lances sur leurs traces afin de les éliminer.
Mais alors que l'étau se resserre sur Nobunaga au château d'Azuchi, les ninjas découvrent que c'est Ranmaru, le conseiller de Nobunaga, qui en fait s’avère être le démon qui cherche à rouvrir une porte aux enfers en utilisant les armes sacrées.

### Personnages
- Ayanosuke (Ayame) Hayami. L'héroine et kunoichi, seule survivante du village de Kasumi. Elle hérite d'un kodachi, une épée courte sacrée.
- Sakon Hayate. Seule survivant du village de Hyuga. Il possède un katana sacré.
- Ryoma Kogure. Du village de Hagakure, il assiste au meurtre de sa famille lors des combats. Il possède une hallebarde sacré.
- Nobunaga Oda. L'antagoniste principale qui contrôle les kagenin (guerriers de l’ombre d'Oboro) qui veut conquérir le Japon entier.
- Ranmaru Mori. Un conseiller de Nobunaga qui est en fait un démon puissant qui utilise Nobunaga et les porteurs des armes sacrées à ses fins maléfiques.
- Jinnai Saegusa. Un Oboro ninja armé d’un collier de bille d’acier. Il peut se transformer en une hydre à 3 têtes.
- Masago « The Silk Spinner ». Un Oboro ninja qui peut se transformer en araignée monstrueuse et peut prendre possession de ses victimes.
- Kagami. D’apparence enfantine, Kagami est capable de réanimer les corps de soldats déchus.
- Kiheiji « The Quiet Doom ». Un Oboro ninja
- Genzo « The Harpist ». Un Oboro ninja qui utilise des illusions contre ses adversaires et peut se transformer en un dragon.
- Ryoan. Un moine bouddhiste qui est aussi un Oboro.

## Épisodes
- 1. Agoku no sho – Escape Chapter
- 2. Kikoku no sho – Homecoming Chapter
- 3. Enjo no sho – Flames of Anger Chapter

## Fiche technique du film
- Titre : Wrath of the Ninja
- Réalisation : Osamu Yamazaki
- Scénario : Shō Aikawa
- Character Design : Kenichi Ohnuki
- Monster Design : Junichi Watanabe
- Musique : Seiji Hano
- Pays d'origine :  Japon
- Année de production : 1989
- Genre : Action, Aventure, Surnaturel, Fiction historique
- Durée : 86 minutes
- Dates de sortie : 1995 (Etats-Unis), 2002 (VHS, ADV Films, UK), 2003 (DVD, Central Park Media, Etats-Unis), 2006 (DVD, US Manga Corps)

## Thème musicaux
- Ai wa shinwa no hate ni (愛は神話の果てに?) par Carmen Maki (Thème de fin , épisode 1 et 2)
- Yume no Element - Yūsha-tachi e no Requiem (夢のエレメント ～勇者達へのレクイエム～?) par Lily (Thème de fin , épisode 3)
- Tsumakurenai (爪紅?) par Mika Takenaka (épisode 1)